# Chucho el roto
Chucho el roto é uma telenovela mexicana, produzida pela Televisa e exibida em 1968 pelo Telesistema Mexicano.

## Elenco
- Manuel López Ochoa
- Blanca Sánchez
- Luciano Hernández de la Vega
- Susana Alexander